# Народно-революционная партия Внутренней Монголии
Народно-революционная партия Внутренней Монголии (монг. Дотоод Монголын Ардын Хувьсгалын Нам?, ᠳᠣᠲᠣᠭᠠᠳᠤ
ᠮᠣᠩᠭᠣᠯ
ᠠᠷᠠᠳ ᠤᠨ
ᠬᠤᠪᠢᠰᠬᠠᠯᠲᠤ
ᠨᠠᠮ?) — политическая партия во Внутренней Монголии в период гражданских войн в Китае XX века. Была связана с Коммунистической партией Китая, основана на съезде 27 октября 1925 года в Калгане (Чжанцзякоу) и распущена 20 апреля 1947 года.

## История

### Учреждение
У истоков партии стояла политически активная молодежь из Внутренней Монголии (в основном учащиеся монголо-тибетской школы в Пекине, где насчитывалось 220 юношей из Внутренней Монголии), включая Мэрсэ и Сэрэндорова. На первом съезде присутствовали более 50 человек, среди которых также были Сэрэндонров, Алтанохир, Фуминтай, Сайнбаяр и Уланьфу, который станет важнейшим деятелем коммунистической партии в регионе.
Первым генеральным секретарем партии стал Мэрсэ, поддерживавший контакты с Монгольской народно-революционной партией и Коминтерном. Многие из участников также состояли в Коммунистической партией Китая и её комсомольской организации, на тот момент входивших в Гоминьдан.
Первый съезд определил программу и цели партии. Она отстаивала самоопределение монгольского населения, ликвидацию феодализма и влияния религиозной иерархии, а также движение к социализму. Кроме того, I съезд постановил создать революционную армию. Соответственно, в 1926 году Центральный комитет переведён в Баотоу, в Чжанцзякоу была создана центральная партийная школа, и Народно-революционная партия Внутренней Монголии установила тесные связи с Советским Союзом и Монгольской Народной Республикой Монголией, от которых получила оружие, финансовую помощь и образование для своих кадров; параллельно Сэрэндоров получал вооружение и от Фэн Юйсяна.

### Раскол и восстановление
Раскол между Гоминьданом и КПК обозначился и во внутренне-монгольской партии между прокитайским (во главе с Сэрэндоровым) и левым (Мэрсэ, Уланьфу, Фуминтар) крылом. В 1927—1930 году из-за разногласий внутри партийного руководства деятельность НРПВМ, которая фактически стала контролироваться китайской стороной, сошла на нет. Возглавлявший также Баргинскую молодёжную партию (с января 1925 года — Народно-революционную партию Восточного края) Мэрсэ в 1928 году поднял баргутов на восстание в Хулун-Буире, получив заверения агента Коминтерна Ивана Степанова в его поддержке. Однако Москва дезавуировала это заявление и дистанцировалась от Баргинского восстания, а после того как китайские власти арестовали заместителя председателя правления КВЖД Михаила Лашевича, повстанцы были вынуждены заключить мир с Чжаном Сюэляном.
После Освободительной войны 1945 года Народно-революционная партия Внутренней Монголии была восстановлена в Восточной части Внутренней Монголии. 18 августа 1945 года первое совещание ЦК НРПВМ в Восточной Монголии в Ванъемяо, приняв «Декларацию об освобождении народов Внутренней Монголии», обратилось к председателю Народного Совета министров МНР Хорлогийну Чойбалсану и секретарю ЦК Юмжагийну Цеденбалу с желанием присоединиться к Монгольской народной республике. Хотя объединения не произошло, а сама НРПВМ была распущена, так предусмотренное её программой право на самоопределение вступало в противоречие с намерениями Коммунистической партии Китая, и влилась в состав последней, однако деятельность НРПВМ проложила путь к созданию Автономного региона Внутренняя Монголия в 1947 году. Сама партия влилась тогда в состав КПК.